# Paco Filgueiras
Francisco Fernández Filgueiras (Mugardos, 8 de junio de 1920 - Mugardos, 2 de septiembre de 1976) fue un sindicalista, político y fundador de CCOO y del PCG. 
Paco Filgueiras formó parte de la generación que en los inicios del siglo XX, vivió la efervescencia cultural y política de los años previos a la guerra civil; generación que durante su juventud padeció la etapa de represión dictatorial, cuyos primeros momentos tuvo carácter de genocidio ideológico. Los sindicatos y los partidos políticos estaban desmantelados y tenían que enfrentarse sin ayuda a una nueva realidad. Sólo algunos miembros de esta generación, como Filgueiras, fueron capaces de buscar y procesar información, de compartirla, de tejer redes de resistencia. solidaridad y se convierten, sin proponérselo, en referentes intelectuales, políticos y morales. 

## Primeros años y adolescencia
Filgueiras nació en As Mareas, entonces una zona rural fuera de núcleo de Mugardos. Fue el segundo hijo varón y tuvo dos hermanas pequeñas. Su padre, José, y su madre, Angelita, no fueron una familia acomodada, pero tampoco pasaron penurias económicas, dado que el padre emigró a Estados Unidos. Francisco estudió en la escuela del Pósito y recibió una educación básica que él mismo se encargó de completar mediante la lectura.
Sus primeros contactos con la política y el sindicalismo fueron en el entorno del anarquismo. Entre los años 1934 y 1936 ingresó en el ateneo libertario Naturaleza Consciente. La sociedad mugardesa de principios del XX constituyó un ambiente muy propicio para el desarrollo intelectual y el compromiso político. En estos años previos a la guerra Mugardos tenía muchas sociedades y agrupaciones de carácter cultural y  político. 
Después del golpe de Estado las nuevas autoridades franquistas llamaron a Paco Filgueiras al Ayuntamiento y le hicieron tomar aceite de ricino. La represión en su contra no pasó de ahí, pero fue testigo directo de las muertes, detenciones y torturas que sucedieron en Mugardos en los meses posteriores a la sublevación militar. Es de suponer que esto causó en un Paco adolescente una impresión muy difícil de borrar. 
Entre 1936 y 1938 entró a trabajar en una fábrica de lápices y, más tarde, de aprendiz en Bazán.
En el 1938 fue llamado a filas por el bando nacional y destinado al frente de Levante. Después de finalizada la guerra continuó haciendo el servicio militar hasta 1942.

## Trabajo en Bazán. Militancia sindical y política
En 1942 volvió a Bazán. En la factoría no hay registro de la actividad política y sindical previa a la guerra. En algún momento entre los años 1942 y 1945, Filgueiras entró en contacto con la resistencia al régimen -con Julio Aneiros y el PC- y probablemente con grupos de apoyo al maquis. Sin embargo, nada de esto está documentado, sólo hay testimonios orales. 
En el año 1946 se produjo en Ferrol una  de las primeras protestas laborales en España desde el final de la guerra civil: la huelga  del aceite. Filgueiras no aparece entre los represaliados en este momento; sin embargo, fue encarcelado al año siguiente acusado de cantar unas coplas que hacían referencia al conflicto del aceite. Permaneció en la prisión de A Graña durante dos meses en régimen de prisión preventiva y terminó el incidente sin más consecuencias que un expediente.
Después de salir de la cárcel, se casó con Angelita y en los años cincuenta nacieron sus dos hijas.
A principios de los años 60 Filgueiras intensificó su participación en la vida sindical y política, especialmente después de 1958, año en el que se promulgó la Ley de Convenios Colectivos. Con esta ley el Régimen permitió por primera vez desde la guerra civil que se presentaran a las elecciones a los comités de empresa y al Sindicato Vertical personas que no formaban parte de FET o de las JONS. Los miembros de las incipientes comisiones de obreros presentaron sus candidaturas y alcanzaron un éxito notable. Filgueiras comenzó a formar parte del Comité de Seguridad e Higiene.
Se sabe que viajó Francia en los años 1961, 1962, 1965, 1966, 1968, y 1970, en uno de cuyos viajes se reunió con la dirección del PC en el exilio (hace falta precisar cuándo se exilió). A estas reuniones asistieron otros miembros del PC que operaban en el interior clandestinamente. Las actas de las reuniones recogían nombres falsos para quienes residían en España, por lo que es difícil saber en qué reuniones participó y qué cargos ocupó. En una de estas reuniones mantuvo una fuerte discusión con Líster a propósito de la intervención soviética en la primavera de Praga.
En esta etapa Paco Filgueiras era firme partidario de participar en las elecciones sindicales y de entrar en el Sindicato Vertical. Al mismo tiempo organizó junto con Julio Aneiros y Paco Balón, entre otros, las CCOO, en un intento de formar un sindicato moderno bajo un régimen dictatorial, e increíblemente casi lo consiguen. Con Filgueiras como uno de los principales dirigentes, las CCOO funcionan hasta 1967 de manera alegal, es decir que no son legales pero están toleradas. Hizo un trabajo de divulgación política y sindical muy importante.
En 1967 las cosas cambiaron y las CCOO fueron declaradas ilegales. A partir de entonces, las detenciones se sucedieron para Paco Filguieras. Sufrió varias detenciones en comisaría, que siempre suponen torturas, y pasó por la cárcel de La Coruña y por Carabanchel, donde hizo una huelga de hambre de 17 días y evidentemente sufrió estragos en la salud.
En 1972, la negociación del convenio de Bazán terminó con dos personas muertas y decenas de heridos. Filgueiras, junto a Aneiros, Pillado, Rioboo y Amor Deus, quien es un dirigente de las ilegalizadas CCOO y del PCE (este enunciado es impreciso). Después de los sucesos del 10 de marzo (hace falta precisar qué pasó el 10 de marzo) se le somete a un Consejo de Guerra y ante la perspectiva de una larga condena se exilia en Francia.

## Exilio, vuelta y muerte
Filgueiras arribó a Francia y de ahí a la Unión Soviética, donde lo operaron de una hernia en la columna. Volvió a Francia y encontró trabajo de mecánico en una empresa mientras esperaba reunirse con su esposa. Pero, al poco de llegar ella, Paco Filguieras sufrió el primer ataque cerebral. Se sometió una operación de la que se recuperó, pero con una salud precaria. Con todo, aun tuvo fuerzas para colaborar en la asociación cultural O Toxo, para ayudar a organizar conferencias, excursiones y una revista.
En el año 1976, muerto ya Franco, volvió a España. Su salud estaba ya muy deteriorada, enfermó durante el viaje y murió a las pocas semanas de llegar a Mugardos. El entierro tuvo una asistencia de más de 8000 personas.